# Wolfgang Doberauer
Wolfgang Doberauer (* 15. Juli 1921 in Groß Pawlowitz, Tschechoslowakei; † 10. Oktober 2013 in Rückersdorf (Mittelfranken)) war ein deutscher Wirtschaftsjurist.

## Leben
Doberauers Eltern waren  der Landwirt Gustav Doberauer und dessen aus Mähren stammende Frau. Auf dem von Baron Riedl von Riedelstein gepachteten Gut Dallwitz verbrachte Wolfgang Doberauer mit zweien seiner fünf Geschwister die Kindheit. Gleich nach dem mit Auszeichnung bestandenen Abitur wurde er zum Reichsarbeitsdienst im  von den Deutschen besetzten Norwegen einberufen.

### Wehrmacht und Zweiter Weltkrieg
Nach einem Studiensemester an der Karl-Ferdinands-Universität in Prag musste er Anfang 1941 zur Wehrmacht einrücken. In kavalleristischer Familientradition meldete er sich zur Panzerjäger-Abteilung 1 der 1. Infanterie-Division. Über ihre heimatliche Garnison Allenstein wurde sie an die Ostfront verlegt. In der Woronesch-Woroschilowgrader Operation 1942 wurde er im Nahkampf verwundet und anschließend ausgeflogen. Hinzu kam Fleckfieber. Nach einer mehrmonatigen Lazarettbehandlung  wurde er zum Ersatzregiment in Allenstein beordert. Nach der dortigen Offizierausbildung kam er als Zugführer wieder an die Front. Mit der dezimierten Kompanie machte er den Rückzug durch ganz Ostpreußen mit. Im März 1945 zum zweiten Mal verwundet und mit beiden Eisernen Kreuzen ausgezeichnet, kam er mit einem der letzten Lazarettschiffe von Pillau nach Kopenhagen, von dort mit einem Lazarettzug in ein Flensburger Krankenhaus.

### Studium und berufliche Tätigkeit
Nach Kriegsende konnte er sich sofort an der Christian-Albrechts-Universität als Jurastudent immatrikulieren und im Dezember 1945 die ersten Vorlesungen hören. Als eines der ersten Mitglieder des Collegium Albertinum wurde er 1950 bei Palaiomarchia-Masovia Corpsstudent. Nach dem Ersten Juristischen Examen durchlief er das Rechtsreferendariat in Schleswig-Holstein und London. Nach dem Assessorexamen absolvierte er eine zweijährige Traineeausbildung bei Unilever und promovierte 1953 mit der Dissertation Der § 49 des Strafgesetzbuches für das Deutsche Reich an der Universität Kiel mit der Note magna cum laude zum Dr. iur. Bei Unilever gewann er den Bankmanager Karl Blessing als Ratgeber. Nach zwei Jahren im Vorstand einer 50%igen Unilever-Tochter und fünf Jahren in Duisburg wurde er von Unilever in die deutsche Landeszentrale in Hamburg zurückgerufen, wo er das Amt des Vorstandsvorsitzenden der neuen Lebensmittel-Exekutive bekleidete. Als die Unternehmensstrukturen grundlegend geändert werden sollten, folgte er dem Ruf von Gustav Schickedanz und wurde Vorstandsvorsitzender der Vereinigten Papierwerke Nürnberg sowie einer Holding des Gesamtkonzerns. Klaus Schwab berief ihn in den inneren Führungskreis des Weltwirtschaftsforums. Nach dem Tod von Schickedanz zog er sich mit Erreichen der Altersgrenze aus dem operativen Geschäft zurück. Seine Aufsichtsratsmandate baute er nach und nach ab. In den USA erwarb und betrieb er eine Farm.

## Ehrenämter
Doberauer war Vorsitzender des Trägervereins der Internationalen Musikakademie Schloss Pommersfelden. Er war Mitglied des Münchener Herrenclubs und engagierte sich bei Rotary International.

## Auszeichnungen
- Verdienstorden der Bundesrepublik Deutschland, Bundesverdienstkreuz 1. Klasse (2. Juli 1981)
- Bayerischer Verdienstorden